# Villa Varda

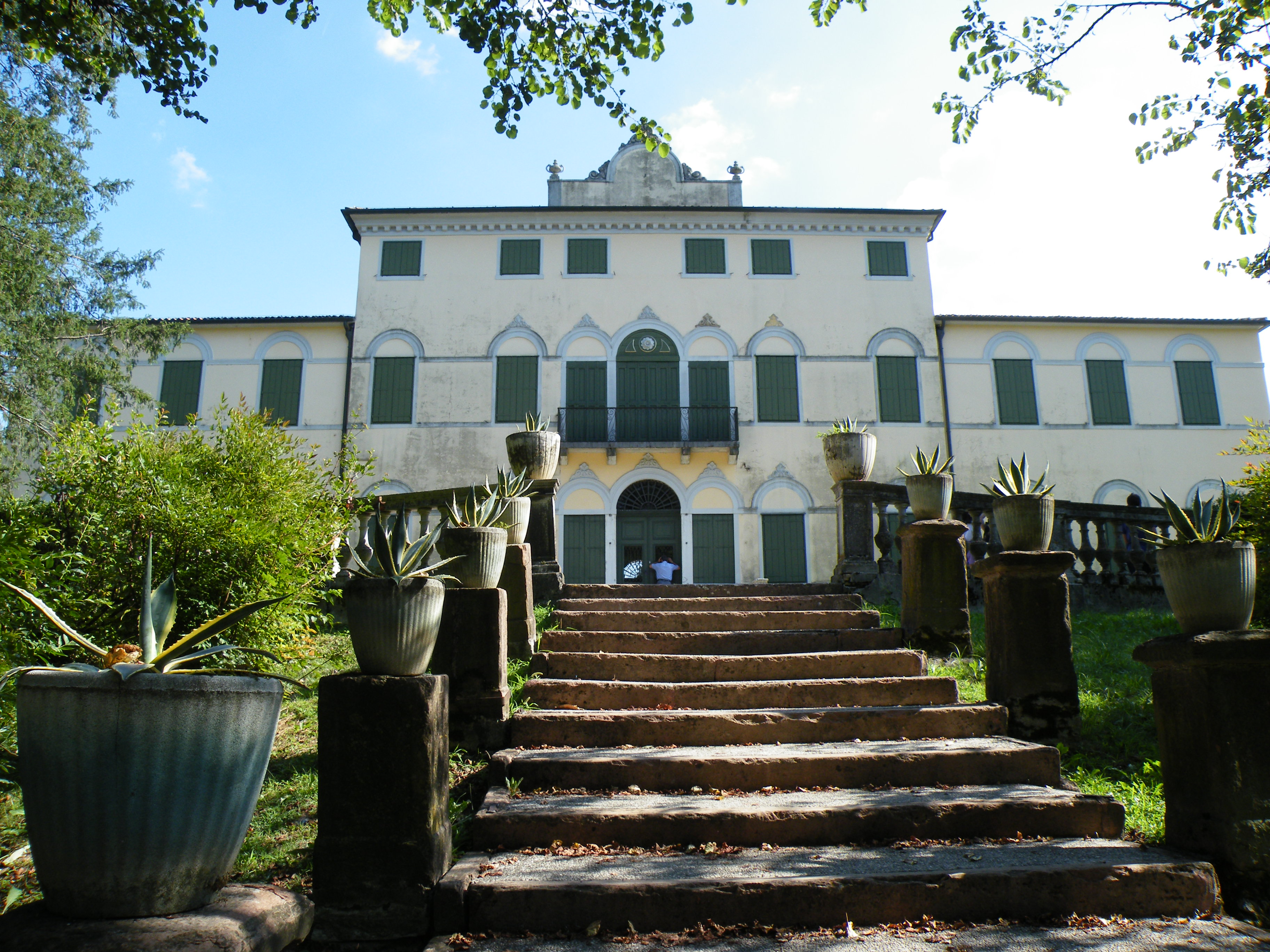
Villa Varda in San Cassiano di Livenza

Die Villa Varda ist ein Landhaus in venezianischem Stil aus dem 17. Jahrhundert in San Cassiano di Livenza, einem Ortsteil von Brugnera in der italienischen Region Friaul-Julisch Venetien. Es liegt in der Via Villa Varda 7.

## Geschichte
Der geographische Name des Landhauses hat seinen Ursprung vermutlich in dem Begriff „Guarda“ oder „Guardia“ (dt.: Wache), vielleicht wegen der Existenz eines irgendwie gearteten, früheren Verteidigungswerkes an dieser Stelle.
Das Gebäude stammt aus dem 15. Jahrhundert. Die Familie Mazzoleni aus Bergamo erwarb damals weitläufige Grundstücke in der Gemarkung Varda und ließ dort ihre Residenz errichten.
1670 ließ Fabio Mazzoleni, der letzte gelehrte Spross der Familie, an das Landhaus eine Kapelle, eingefügt in das Grün des Parks, anbauen, in der er sein eigenes Grab plante. Weil Fabio Mazzoleni keine Nachkommen hatte, hinterließ er das Landhaus zuerst Ottavio Negri, seinem Onkel, dann fiel es an zahlreiche Eigentümer, davon kennt man die letzten, die Morpurgos: Mitte des 19. Jahrhunderts ließ diese Familie nicht nur die Gebäude restaurieren, sondern Carlo Morpurgo ließ auch den Park im zeitgenössischen Stil eines englischen Landschaftsparks umgestalten und ihm so sein heutiges Aussehen verleihen. Mario Morpurgo dagegen wurde dafür bekannt, dass er die Villa Varda zusammen mit dem gesamten Gut von San Cassiano der Kurie vermachte.
Heutiger Eigentümer ist die Gemeinde Brugnera, die daraus einen öffentlich zugänglichen Park machte.
Von 2016 bis 2017 wurden an dem Gebäudekomplex von der Familie Maccan Restaurierungsarbeiten durchgeführt.

## Beschreibung

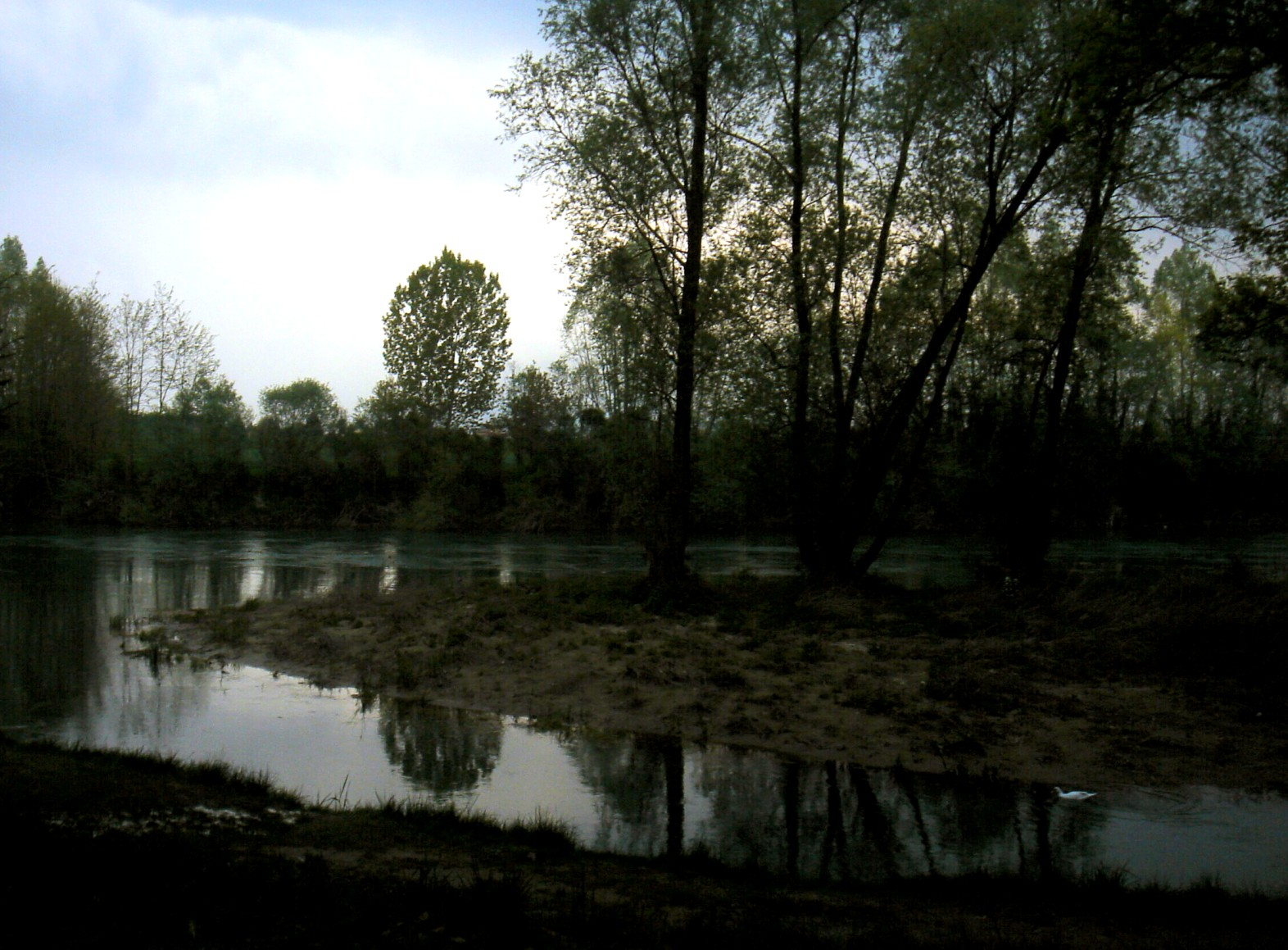
Der Park mit dem Fluss Livenza

Die Villa Varda zeigt sich als Herrenhaus inmitten ihres großen Parks, der sich entlang des Flusses Livenza erstreckt.
Der Park, der von einem üppigen Wald eingenommen wird und ursprünglich mit heimischen Bäumen bepflanzt war, enthält in seinem Inneren Gebäude von architektonischem Wert:
- eine Orangerie mit einer Terrasse mit steinernen Balustern darüber
- eine Familienkapelle in neugotischem Stil
- ein Eishaus, das 1932 umgebaut und mit einem zinnenbewehrten Turm versehen wurde

Heute zeigt der Park eine Vielzahl von Baumarten, die sich von der ursprünglichen Struktur unterscheiden, mit vielen hundertjährigen, fremdländischen Bäumen. Davon sind zu erwähnen: Eine Weihrauchzeder, die vor dem Eingang zur Villa steht, eine Sophora japonica am Flussufer, einige Glanzmispeln, einige Wacholder aus Virginia und nepalesische Kiefern.

## Einzelnachweise

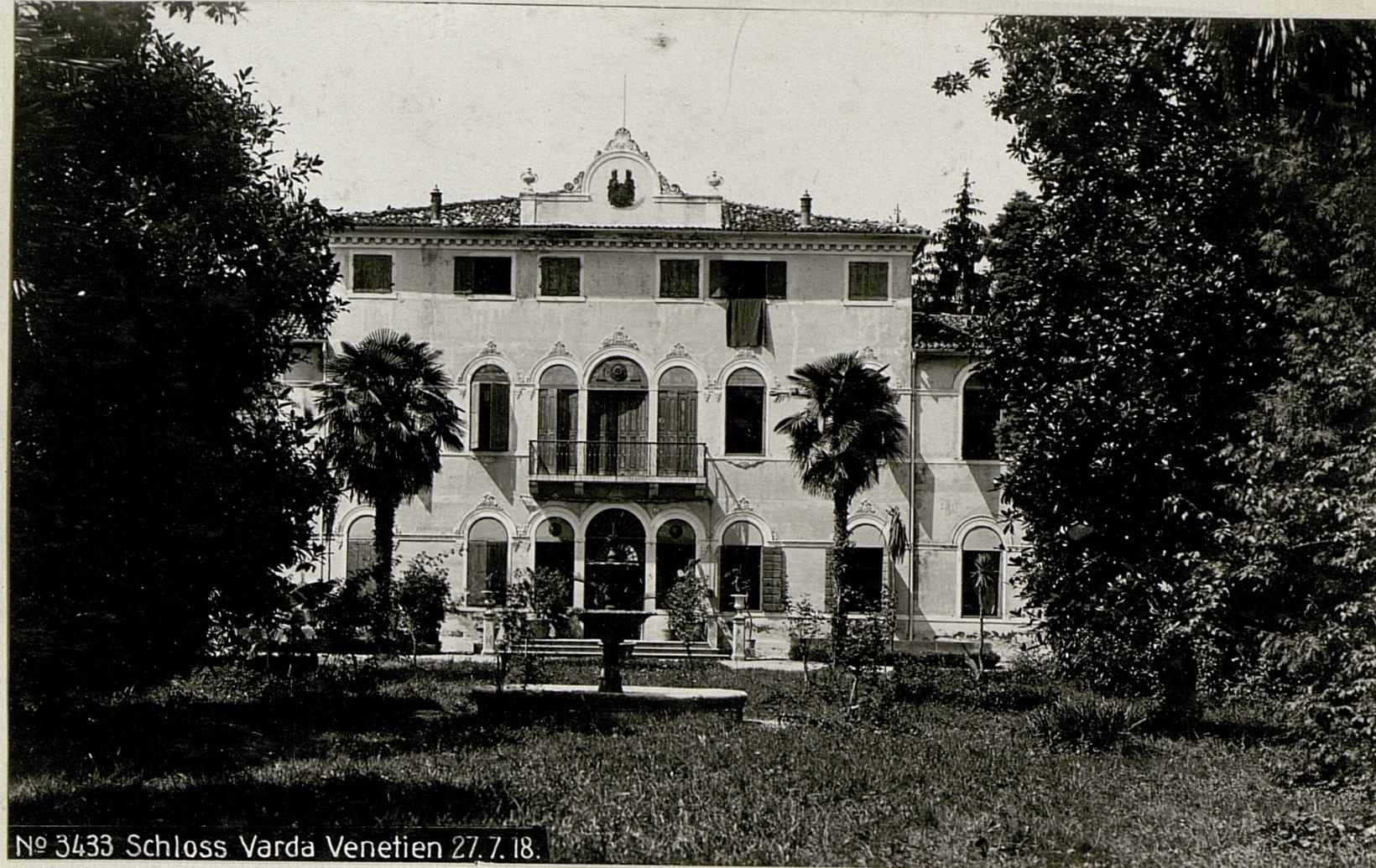
Das Landhaus 1918